# Туркмени в Україні
Туркмени в Україні — національна меншина етнічних туркменів, що проживають в Україні, складова частина туркменської діаспори. Рідною мовою туркменів є туркменська, яка належить до тюркської мовної сім'ї, за віросповіданням туркмени є мусульманами-сунітами. За Всеукраїнським переписом населення 2001 року в Україні проживало 3709 туркменів, найбільше — в Одеській області (811 осіб).

## Історія
За переписом населення Російської імперії 1897 року в 9 українських губерніях (Волинській, Київській, Подільській, Чернігівській, Полтавській, Харківській, Херсонській, Катеринославській та Таврійській) проживало 8 туркменомовних, у здебільшого українськомовній Кубанській області — 19 туркменомовних. За переписом населення Києва 16 березня 1919 року в місті проживав 1 туркмен.
Згідно з переписом СРСР 1926 року на території УРСР проживав 21 туркмен, з них 10 чоловіків та 11 жінок; 16 осіб проживали в міських поселеннях, 5 осіб — у сільських. У 1938 році в УРСР діяли щойно засновані 2 туркменські школи. За припущенням О. Б. Бистрицької, їхня поява була обумовлена прибуттям до України депортованих туркмен зі Середньої Азії. За переписом СРСР 1939 року в УРСР проживало 3712 туркменів.
За спогадами українського повстанця Романа Петренка серед інших в лавах Української повстанської армії також воювали туркмени.
За переписом СРСР 1959 року в УРСР проживало 1745 туркменів. За переписом СРСР 1970 року в УРСР проживало 1045 туркменів. У 1971 році в Україні проведений Тиждень туркменської літератури. За переписом СРСР 1979 року в УРСР проживало 1696 туркменів.
Згідно з переписом УРСР 1989 року чисельність туркменів становила 3399 осіб, з них 2 352 особи (69,20 %) вказали своєю рідною мовою туркменську, 889 осіб (26,15 %) — російську, 117 осіб (3,44 %) — українську, 41 особа (1,21 %) — інші мови. За переписом 1989 року з 3399 туркменів було 2476 чоловіків (72,84 %) та 923 жінки (27,15 %); 2894 особи (85,14 %) проживали в міських поселеннях, 505 осіб (14,86 %) — у сільській.
За Всеукраїнським переписом населення 2001 року в Україні проживало 3709 туркменів (0,0077 % населення держави). За переписом 2001 року вказали туркменську мову рідною 719 туркменів України (19,39 %), українську — 1079 осіб (29,09 %), російську — 1392 особи (37,53 %), інші мови — 88 осіб (2,37 %). Найбільше туркменів проживало в Одеській області (811 осіб, 21,87 % усіх туркменів України), з них 168 осіб в Одесі і 127 осіб у Ренійському районі (0,31 % населення району). Розподіл кількості туркменів за регіонами України за переписом 2001 року:
| Регіон                    | Кількість, осіб | % усіх туркменів України |
| ------------------------- | --------------- | ------------------------ |
| Автономна Республіка Крим | 226             | 6,09 %                   |
| Вінницька область         | 121             | 3,26 %                   |
| Волинська область         | 36              | 0,97 %                   |
| Дніпропетровська область  | 304             | 8,20 %                   |
| Донецька область          | 329             | 8,87 %                   |
| Житомирська область       | 51              | 1,38 %                   |
| Закарпатська область      | 37              | 1,00 %                   |
| Запорізька область        | 156             | 4,21 %                   |
| Івано-Франківська область | 40              | 1,08 %                   |
| Київська область          | 126             | 3,40 %                   |
| Кіровоградська область    | 76              | 2,05 %                   |
| Луганська область         | 126             | 3,40 %                   |
| Львівська область         | 81              | 2,18 %                   |
| Миколаївська область      | 82              | 2,21 %                   |
| Одеська область           | 811             | 21,87 %                  |
| Полтавська область        | 73              | 1,97 %                   |
| Рівненська область        | 64              | 1,73 %                   |
| Сумська область           | 37              | 1,00 %                   |
| Тернопільська область     | 21              | 0,57 %                   |
| Харківська область        | 297             | 8,01 %                   |
| Херсонська область        | 56              | 1,51 %                   |
| Хмельницька область       | 33              | 0,89 %                   |
| Черкаська область         | 158             | 4,26 %                   |
| Чернівецька область       | 26              | 0,70 %                   |
| Чернігівська область      | 45              | 1,21 %                   |
| Київ                      | 274             | 7,39 %                   |
| Севастополь               | 23              | 0,62 %                   |
| Україна                   | 3709            | 100 %                    |

Пам'ятник туркменському поетові Махтумкулі у Києві, 2009 рік

У 2000-2010-х роках туркменська діаспора в Україні зробила декілька кроків до самоорганізації своєї спільноти. У 2001 році в Шевченківському районі Києва біля Посольства Туркменістану встановлений пам'ятник туркменському поетові та засновнику туркменської літератури Махтумкулі. Станом на 2006 рік єдиним містом в Україні, у якому діяла Гуманітарна асоціація туркмен світу, була Одеса. У червні 2006 року представники асоціації та туркменської діаспори звернулися до міської влади Одеси з проханням виділити землю для побудови туркменського культурного центру. Тоді, за словами голови правління Одеської гуманітарної асоціації «Туркмен світу» Ніязмурата Халлієва, в Одеській області проживало близько 10 тис. туркменів, а в Україні загалом — близько 45 тис. осіб. Водночас, як заявив Халлієв, туркмени в Одесі не зазнавали ніяких переслідувань за національною ознакою.
У грудні 2013 року в Києві зареєстрована громадська організація «Діаспора туркменського народу». Того ж місяця організація посіла 3-тє місце в турнірі з футзалу серед діаспор національних меншин України «Футбол без ненависті та расизму». Представники туркменської діаспори беруть участь у святкуванні пам'ятних дах свого народу та опікуються проблемами своїх співвітчизників в Україні.